# Homalocarpus bowlesioides
Homalocarpus bowlesioides är en flockblommig växtart som beskrevs av William Jackson Hooker och George Arnott Walker Arnott. Homalocarpus bowlesioides ingår i släktet Homalocarpus och familjen flockblommiga växter. Inga underarter finns listade i Catalogue of Life.